# Taylor Doyle
Taylor Doyle (Sydney, 19 de dezembro de 1992) é uma atleta paralímpica australiana com deficiência intelectual e com paralisia cerebral. Defendeu as cores da Austrália competindo no atletismo dos Jogos Paralímpicos do Rio de Janeiro, em 2016.

## Detalhes
Doyle nasceu no dia 19 de dezembro de 1992, em Sydney, no estado australiano da Nova Gales do Sul. Aos oito meses de idade, Doyle foi diagnosticada com esclerose tuberosa que causa epilepsia e convulsões diárias.
Em 2014, fez cirurgia de epilepsia para reduzir as convulsões. A cirurgia foi bem-sucedida, pois ela não teve convulsões desde 14 de abril de 2014.
Entretanto, a cirurgia a deixou com fraqueza do lado direito. Através de fisioterapia e treinamento, Doyle é capaz de competir de forma competitiva, na categoria T38, no atletismo paralímpico.

## Atletismo
Começou no atletismo desde pequena, aos nove anos. Competiu em eventos nacionais e internacionais do Special Olympics. É classificada como atleta da categoria T38. No Campeonato Mundial de Atletismo Paralímpico de 2013, terminou em nono no salto em distância da categoria F20 antes da cirurgia de epilepsia. No Mundial 2015, competiu em duas provas e terminou na nona posição no salto em distância – T38 e ficou em sétimo nos 100 metros T38. Seu tempo de 14.29 nos 100 metros foi um recorde pessoal.
Nas Paralimpíadas do Rio de Janeiro, em 2016, obteve uma medalha de prata no salto em distância feminino da categoria F38, com um salto recorde australiano de 4,62 metros.
É integrante do Clube de Atletismo de Girraween.
Taylor é treinada por Greg Smith e também treina na NSWIS.